# Khang Tanjong
Khang Tanjong is een bestuurslaag in het regentschap Pidie van de provincie Atjeh, Indonesië. Khang Tanjong telt 107 inwoners (volkstelling 2010).